# Skeleton Skeletron
Skeleton Skeletron è un album della band svedese Tiamat pubblicato nel 1999.

## Tracce
1. Church of Tiamat – 4:52
2. Brighter Than the Sun – 4:08
3. Dust is Our Fare – 5:02
4. To Have and Have Not – 5:09
5. For Her Pleasure – 5:03
6. Diyala – 1:25
7. Sympathy for the Devil (The Rolling Stones cover) – 5:20
8. Best Friend Money Can Buy – 4:35
9. As Long as You Are Mine – 4:40
10. Lucy – 5:17

## Formazione
- Johan Edlund - voce, chitarra
- Anders Iwers - basso
- Lars Sköld	- batteria